# Роуз Ротана Сюитс
Роуз Ротана Сюитс е 333 метров, 72 етажен небостъргач, намиращ се на улица „Шейх Зайед Роуд“, Дубай, ОАЕ.
Строителството на небостъргача започва през 2004 г. и завършва през 2007 г. Първоначално сградата е трябвало да бъде с височина 380 m.